# Minivac 601

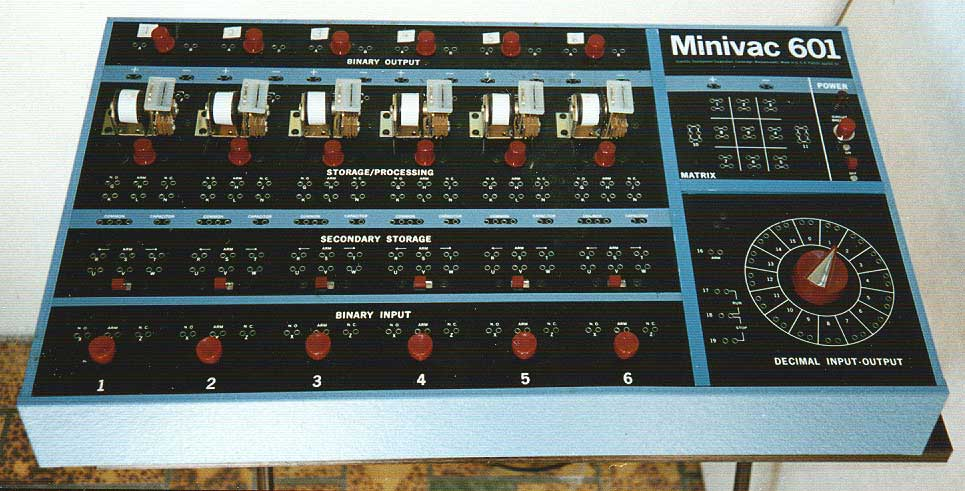
Minivac 601

El kit Minivac 601 Digital Computer era una computadora digital electromecànica creada com un projecte personal pel Dr. Claude E. Shannon, Professor del MIT, sent desenvolupat pel personal de l'empresa Scientific Development Corporation (SDC), i comercialitzat per aquesta empresa el 1961 com un kit educatiu per a circuits digitals.
Utilitzava relés elèctrics com a interruptors per a la lògica i per a emmagatzematge. Tenia una matriu binària d'entrada/sortida de sis bits, que constava d'interruptors simples i llums indicadors i un dial rotatiu amb nombres decimals d'entrada o que també podia actuar com un senyal de rellotge. El seu disseny amb prou feines permetia jugar al tic-tac-toe i guanyar.

## Minivac 6010
El Minivac 601 servia de suport educatiu per ajudar a aprendre com funcionava una unitat aritmètica i el llenguatge binari o assemblador d'un ordinador. Tot i que va guanyar l'acceptació ràpida entre les institucions educatives i els afeccionats, les grans empreses no estaven disposades a comprar-lo com un dispositiu per ajudar els seus empleats a aprendre de més a prop com funcionaven els ordinadors.
Per tal de solucionar-ho Scientific Development Corporation (SDC), empresa que comercialitzava el producte, va repintar el dispositiu de color gris metàl·lic (originalment era vermell i blau) canviant la tolerància d'alguns interruptors (a un cost mínim) i va comercialitzar el dispositiu com Minivac 6010.